# 성실
성실 (誠實) 또는 정직 (正直)은 마음이 솔직하고 맑고 깨끗한 일. 거짓이 없는 것이다. 여기에서는 일본의 사상에서의 정직을 해설한다.

## 개요
일본인의 전통적인 덕의 하나인, 고대의 '청명심'이 중세에 들어간 무사 계급을 중심으로 발전해 형성된 개념. 근세가 되면 더욱 '성'의 정신으로 발전해 나가게 된다. 한편, 이시다 바이간은 정직을 검약과 함께 상인의 길을 이루는 중심적인 덕목으로서 내걸어 정당한 방법으로 이익을 올리는 것이 상인에서의 정직하고 '너도 서고, 나도 선다'라는 호조의 정신을 말했다.
근면과 동의어로 사용되기도 한다.

## 참고 문헌
- 윤리 용어집 (야마카와 출판사, ISBN 4634053500)